# Nadia Origo
Nadia Origo,  née en 1977, est entrepreneur, CEO de la société OrigraphCom. Elle est écrivaine et éditrice gabonaise. Elle est la créatrice de la maison d'édition La Doxa Éditions. 
Elle fait partie des figures ayant marquées la littérature gabonaise depuis son indépendance selon le livre 50 figures de la littérature gabonaise : de 1960 à 2010 écrit par Éric Joël Békalé en 2013.

## Biographie

### Jeunesses et études
Nadia Origo est née en 1977 à Mouila dans le sud du Gabon. Son nom de naissance est Nadia Busugwu. Elle est titulaire d'une DEA en Géographie de la Santé de l'université Paul-Valéry-Montpellier et d'un DEA de l'université Paris-Sorbonne. Elle soutient sa thèse de doctorat sur le thème Environnement et Développement durable et santé publique à Paris IV. Elle y aborde les problématiques d'environnement et de développement durable en milieu industriel,.

### Carrière
En 2008, elle crée La Doxa Editions, puis en 2009, elle travaille comme gestionnaire de données. Elle fonde et préside plus tard la société OrigraphCom dont La Doxa Editions est la marque éditoriale. La société intervient aussi dans la Presse et information à travers Le Magazine REFLETS et dans la formation. Nadia Origo dispense des formations de perfectionnement à l’art oratoire et de développement personnel. Elle initie également Gabon Terre de Talents en 2010.

## Littérature
Nadio Origo est l'autrice de plusieurs œuvres dont J'ai résolu de…, Le voyage aurore et La valse des initiés. Elle est ambassadrice de la littérature gabonaise à travers plusieurs initiatives notamment Gabon Terre de Talents et  La rentrée du livre gabonais à Paris. 
Elle figure dans la liste du livre 50 figures de la littérature gabonaise: de 1960 à 2010 écrit par Éric Joël Békalé en 2013.

## Publications
- Nadia Origo, J'ai résolu de…, Paris, L'Harmattan, 2013, livre numérique (ISBN 978-2-2963-7515-4, OCLC 1100905296, présentation en ligne)
- Nadia Origo (née Busugwu) (sous la direction de Stanislas Wicherek), Approche socio-spatiale de la réhabilitation des sites industriels pollués (thèse doctorale en géographie), Paris, 13 décembre 2008, 454 p. (SUDOC 140372741, présentation en ligne, lire en ligne)
- Le royaume de Longo, La Doxa, 2009, 45 p.  (ISBN 978-2-9175-7602-1)
- Histoires des personnages de la Bible : règnes, pouvoirs et royautés, La Doxa, 2009, 53 p.  (ISBN 978-2-9175-7603-8)
- Nadia Origo et Océane Boismoreau (ill. Océane Boismoreau), Toc toc toc… Dieu, tu dors ? : Julien 6 ans parle à Dieu, Fresnes, La Doxa, 2009, 25 p. (ISBN 978-2-9175-7604-5, OCLC 1052882105)
- Nadia Origo, Le voyage d'Aurore : roman, Rungis, La Doxa, 2014, 93 p., 19 cm (ISBN 978-2-9175-7600-7, OCLC 946965361, présentation en ligne)
- Nadia Origo, La valse des initiés : roman, Rungis, La Doxa, coll. « La Librevilloise », 2014, 90 p., non paginé ; 19 cm (ISBN 978-2-9175-7642-7, OCLC 902784006, BNF 44218005, présentation en ligne)
- Nadia Origo, Le bal des débutants : roman, Rungis, La Doxa, coll. « La Librevilloise », 2014, 94 p., 19 cm (ISBN 978-2-9175-7609-0, OCLC 941915095, présentation en ligne)
- Nadia Origo, Sanglotites équatoriales : poésie, Rungis, La Doxa, coll. « Empreintes », 2014, 65 p., br., 18 cm (ISBN 978-2-9175-7639-7, OCLC 902783895, BNF 44217548, présentation en ligne)